# Oreb e Zeeb
Oreb e Zeeb (Ebraico: עֹרֵב, Orev e  זְאֵב, Z'ev),  sono due personaggi biblici. 

## Gesta e morte
Oreb e Zeeb erano due giovani principi del popolo dei Madianiti, che insieme ai loro uomini compivano razzie ai danni di Israele servendosi di cammelli, fino al giorno in cui Gedeone li vinse in battaglia. Divisisi l'uno dall'altro, tentarono entrambi la fuga, ma inutilmente: Oreb venne accerchiato in una gola, presumibilmente a est del fiume Giordano, mentre Zeeb si asserragliò in un frantoio, ma alla fine dovette arrendersi. Furono messi a morte tramite decapitazione nei luoghi dove erano avvenute le loro catture, luoghi che divennero noti come "la roccia di Oreb" e "il frantoio di Zeeb". La loro vicenda è narrata nel Libro dei Giudici, ma vengono anche ricordati in libri dell'Antico Testamento posteriori.

## Etimologie
- I nomi dei due principi significano rispettivamente "corvo" e "lupo".